# Sphenomorphus derooyae
Sphenomorphus derooyae — вид сцинкоподібних ящірок родини сцинкових (Scincidae). Ендемік Нової Гвінеї. Вид названий на честь голландського зоологині Неллі де Рой.

## Поширення і екологія
Sphenomorphus derooyae мешкають на півночі і північному сході Нової Гвінеї. Вони живуть у вологих рівнинних тропічних лісах, на висоті до 1500 м над рівнем моря.